# Wheatleyite
La wheatleyite è il sale sodio-rameico dell'acido ossalico identico strutturalmente al sale sintetico, gli ossalati sono minerali molto rari in natura, se ne conoscono solo sette specie e solo due la whewellite (CaC2O4•H2O) e la weddellite (CaC2O4•2H2O) hanno una qualche diffusione in natura.
Deve il suo nome alla località dove è stato scoperto, la miniera di Wheatley, nella contea di Chester, Pennsylvania. La descrizione risale al 1986.

## Morfologia
La wheatleyite si presenta come aggregati di cristalli aciculari di colore blu con i singoli cristalli lunghi fino a 2 mm che formano un sottile rivestimento su galena e sfalerite massive, in associazione con la cerussite ed ossalati di piombo.
La struttura del minerale è rappresentabile come strati formati da bipiramidi di CuO6 e poliedri NaO5(H2O)2 collegati da ponti formati dal gruppo ossalato.
La formazione di sottili pellicole di ossalati su substrati rocciosi è un indice della presenza di forme di vita quali licheni e funghi, la wheatleyite, insieme alla moolooite, è un esempio di questa relazione. Il minerale viene prodotto da funghi e licheni come risultato dell'espulsione dei metalli in eccesso nell'organismo. la presenza della wheatleyite potrebbe costituire un indizio della vita presente o passata sul pianeta Marte.

## Origine e giacitura
Si rinviene all'interno di gneiss precambriani a biotite in vene costituite da accumuli di minerali dello zinco e del piombo.